# Julius Gerlach
Pour les articles homonymes, voir Gerlach.
Johann Friedrich Julius Gerlach, né le 5 juillet 1819 à Bartenstein et mort le 1er juillet 1873 à Tilsit, est un enseignant et homme politique prussien. Il est membre du Parlement de Francfort de 1848 à 1849. 

## Biographie
Gerlach naît le 5 juillet 1819 à Bartenstein dans la province de Prusse-Orientale d'un père Feldwebel (adjudant) dans l'armée prussienne. Après le lycée de la vieille ville, il fait des études de philologie et de théologie protestante à Königsberg de 1838 à 1843, à l'issue desquelles il reçoit le titre de docteur en philosophie. En 1843, il enseigne dans l'école pour jeunes filles reine-Louise de Königsberg (de) puis, à partir de 1844, il est professeur de l'école provinciale royale lituanienne à Tilsit. Dans cette ville, il préside à partir de 1848 le Club démocratique constitutionnel. 
Cette même année, il remplace Otto von Keyserling au Parlement de Francfort en tant que député de la 2e circonscription de la province de Prusse, représentant l'arrondissement de Tilsit. Gerlach prend ses fonctions le 23 novembre, siégeant avec la fraction Westendhall (gauche modérée). En mars 1849, il vote pour l'élection du roi de Prusse Frédéric-Guillaume IV comme empereur des Allemands puis quitte le Parlement le 30 mai après avoir d'abord ignoré l'ordre de rappel des députés prussiens. 
En représailles, il est exclu de l'enseignement religieux en 1851 et, bien que diacre de l'église allemande et inspecteur d'école municipal à Tilsit à partir de 1854, un poste de pasteur lui est refusé en 1872 par l'administration. Il meurt le 1er juillet 1873 à Tilsit, à 53 ans.